# Харт, Летиция
Летиция Харт (англ. Letitia Bonnet Hart; 1867—1953) — американская художница, писала преимущественно портреты и жанровые сцены.

## Биография
Родилась в Нью-Йорке 20 апреля 1867 года в семье художников Джеймса Харта и его жены Marie Thereas Gorsuch. Племянница Уильяма Харта и Джули Харт Бирс.
Училась в Национальной академии дизайна вместе с будущим живописцем Эдгаром Уордом. Став художницей, экспонировалась в ежегодных выставках в США в течение 1885—1914 годов. В 1901 году она выставлялась на Панамериканской выставке в Буффало, штат Нью-Йорк; в 1904 году — на Всемирной выставке в Сент-Луисе. Также была участницей выставок на New York State Fair, в Art Club of Philadelphia и Чикагском институте искусств.
Вместе со своей младшей сестрой Мэри, тоже художницей, они работали в одной студии в Нью-Йорке и позже в городе Lakeville, штат Коннектикут.
Умерла в 1953 году в Нью-Йорке (по другим данным, в городке Eau Gallie, штат Флорида). Была похоронена на нью-йоркском кладбище Грин-Вуд.